# مقام النبي جليل
مقام النبي جليل هو مقام أثري يقع في بلدة الشرقية في محافظة النبطية، جنوب لبنان. تم تشييده في العصر العثماني، وتحديدًا عام 1681. يرتاده عادةً الزوّار المسلمين الشيعة مثل غيره من مقامات منطقة جبل عامل. وقد سُميّ بهذا الاسم نسبةً لأحد الأولياء بالمنطقة في القرن السابع عشر. كما يقع في بلدة قانا في جنوب لبنان مقام آخر يحمل نفس الاسم.

## التصميم
تم بناء المقام من حجر البناء والصخور غير المُشذَّبة على مساحة تُقارب 500 متر مربع بنظام العقود المتقاطعة والسراديب. كما يحوي على مئذنتين وقبة. وقد تم تجديده مؤخرًا وترميمه من الخارج.

## وصلات خارجية
- صور من مقام النبي جليل في الشرقية، النشرة
- فيديو: تعرف على مقام نبي الله عبد الجليل ع في بلدة الشرقية، العهد